# Aldo Rebelo
Pour les articles homonymes, voir Rebelo.
José Aldo Rebelo Figueiredo ou Aldo Rebelo (né le 23 février 1956 - ) est un journaliste et homme d'État brésilien, membre du parti communiste du Brésil, président du Parlement national du Brésil en 2005-2007.

## Biographie
Fils de José Figueiredo Lima et Maria Cila Rebelo Figueiredo, Aldo Rebelo entre en politique en 1977, en devenant, à l'âge de 21 ans, membre de la direction nationale du Parti communiste du Brésil. Élu député fédéral en 1991, il a constamment été réélu depuis.
Au cours de la législature 2003-2007, il renonce à son mandat de député fédéral pour exercer la charge de ministre d'État du Secrétariat à la Coordination politique et aux Relations institutionnelles du gouvernement, du 23 janvier 2004 au 20 juillet 2005.
De 2005 à 2007, Aldo Rebelo a été président du Parlement national du Brésil.
Le 23 décembre 2014, il est nommé Ministre de la Science, de la Technologie et de l'Innovation. Lors de son discours d'investiture, il a tempéré les opinions qu'il avait précédemment exprimées concernant "l'incompatibilité entre la théorie du réchauffement climatique et les connaissances actuelles"  et la nécessité de restreindre les technologies qui permettent de limiter le recours à une main-d'œuvre humaine.
Fan de football, est un fan déclaré du Palmeiras.